# Cuộc vây hãm Constantinopolis (1422)
Đây là Cuộc vây hãm Constantinopolis quy mô lớn đầu tiên của người Thổ diễn ra vào năm 1422 xuất phát từ những nỗ lực của Hoàng đế Đông La Mã Manuel II nhằm can thiệp vào nội tình tranh giành ngôi vị Sultan kể từ sau cái chết của Mehmed I vào năm 1421. Chính sách này của Đế quốc Đông La Mã vẫn thường được sử dụng thành công để làm suy yếu thực lực các nước láng giềng của họ.
Khi Murad II lên ngôi và ổn định tình hình trong nước, ông đã tiến quân vào lãnh thổ Đông La Mã để loại trừ mối hiểm họa về sau. Lần đầu tiên súng đại bác được người Thổ sử dụng trong cuộc vây hãm năm 1422 với tên gọi "chim ưng" có nòng rộng thân ngắn. Cả hai phe đều cân nhau về mặt công nghệ nên người Thổ đã phải xây dựng rào chắn "để cản được... những cục đá dội tới tấp." Quân phòng thủ Đông La Mã đã đẩy lùi cuộc tiến công và bảo vệ thành phố vững chắc, khiến quân Thổ phải rút lui ngay sau đó. Dựa theo truyền thuyết Đông La Mã đương thời đã gán cho thành Constantinopolis được cứu nguy là nhờ sự xuất hiện kỳ diệu của Theotokos (tên gọi Hy Lạp hóa của Đức Mẹ Maria).
Mặc dù phần thắng thuộc về Đông La Mã, lãnh thổ của đế chế vào lúc này trên thực tế chỉ còn là những mảnh đất nhỏ nhoi kết nối đứt quãng bên ngoài thành phố Constantinopolis. Nó cũng phải đối mặt với các vấn đề kinh tế nghiêm trọng và quân số hao hụt trầm trọng, đến nỗi Giáo hoàng Pius II đã phải lên tiếng kêu gọi các vua chúa châu Âu đóng góp súng đại bác với giá cả hợp lý để trợ giúp đế chế đang trong cơn nguy khốn. Bất kỳ loại pháo mới nào từ sau cuộc vây hãm năm 1422 đều là quà tặng của các nước châu Âu, bên cạnh đó Đông La Mã còn sở hữu một số loại pháo cũ kỹ khác được chế tạo dành riêng cho họ. Vậy nên tới đời vị Sultan kế tục là Mehmed II mới chiếm được thành phố này vào năm 1453.